# Вишну
Вишну је један од три Бога (поред Браме и Шиве) у хиндуизму. Обично га приказују као младића тамноплаве боје који у своје четири руке држи четири атрибута: шкољку, диск, тојагу, и лотосов цвет. Хиндуисти вјерују да он често силази на земљу да казни злочинце, а добре људе да награди. Ова силажења (аватари) или инкарнације су омиљен предмет индијског пјесништва. Он се сматра вишим бићем у вишнуизму, једном од традиција у данашњем хиндуизму.
Вишну је познат као „Очуватељ” унутар Тримурти, троструко божанство врховног божанства које укључује Брахму и Шиву. У традицији вишнуизма, Вишну је врховно биће које ствара, штити и трансформише универзум. У традицији шактизма, богиња, или Дева, је описана као једна од врховних, али Вишну се поштује заједно са Шивом и Брахмом. За богињу се наводи да је енергија и стваралачка снага (Шакти) сваке од њих, а Лакшми је једнак комплементарни партнер Вишнуа. Он је једно од пет еквивалентних божанстава у Панчајатана пуџи из смартске традиције хиндуизма.
Према секти вишнуизма, највиши облик Ишваре је са квалитетима (Сагуна), и има одређени облик, али је неограничен, трансцендентан и непроменљив апсолутни Брахман, и примарни Атман (душа, сопство) универзума. Постоји много доброћудних и застрашујућих приказа Вишнуа. У добронамерним аспектима, он је приказан као свезналица који спава на намотајима змије Адишеше (која представља време) како плута у исконском океану млека званом Кшира Сагара са супругом Лакшми.
Кад год свету прети зло, хаос и разорне силе, Вишну се спушта у облику аватара (инкарнације) како би успоставио космички поредак и заштитио Дарму. Дашаватара су десет примарних аватара (инкарнација) Вишнуа. Од десет, Рама и Кришна аватари су најважнији.

## Номенклатура
Висхну (или Висну, санск. विष्णु) значи „свепрожимајући“ и, према Медатиту (око 1000. године), 'онај који је све и унутар свега'. Веданшки научник Јаска (4. век пне) у Нирукти дефинише Вишнуа као viṣṇur viṣvater vā vyaśnoter vā ('онај који улази свуда'); такође додајући atha yad viṣito bhavati tad viṣnurbhavati ('оно што је слободно од окова и ропства је Вишну').
У десетом делу Падма Пуране (4-15 век) Данта (син Биме и краљ Видарбе) наводи 108 имена Вишнуа (17,98–102). Ово укључује десет примарних аватара (погледајте Дашаварара, испод) и описе квалитета, особина или аспеката Бога.
Гаруда Пурана (поглавље XV) и „Анушасана Парва“ у Махабхарати набрајају преко 1000 имена за Вишнуа, од којих свако описује квалитет, атрибут или аспект Бога. Познат као Вишну Сахасранама, Вишну је овде дефинисан као „свеприсутан“.